# 다용도 비디오 부호화
다용도 비디오 부호화(Versatile Video Coding, VVC, MPEG-I Part 3)는 2020년 중순 완료를 위해 MPEG 워킹 그룹의 전문가 팀 JVET(Joint Video Experts Team')와 ITU-T의 VCEG 워킹 그룹이 개발 중인 차기 비디오 압축 표준이다. 개발 중에 퓨처 비디오 코딩(Future Video Coding, FVC), ITU-T H.266이라는 이름으로 불리기도 했다. 고효율 비디오 코딩(HEVC, ITU-T H.265, MPEG-H Part 2)의 뒤를 이을 예정이다.

## 개념
2015년 10월, MPEG와 VCEG는 사용 가능한 압축 기술을 평가하고 차세대 비디오 압축 표준의 요구사항을 연구하기 위해 JVET(Joint Video Exploration Team)를 개설하였다. 새로운 알고리즘은 사람이 지각하는 것과 동일한 품질 대비 약 50% 더 압축율이 좋아야 했고 무손실 및 종속적으로 손실 압축을 지원한다. 4K에서 16K의 해상도 및 360도 비디오를 지원한다. YCbCr 4:4:4, 4:2:2, 4:2:0 (한 컴포넌트 당 10~16비트), BT.2100 광색역, 16개 스톱을 초과하는 하이 다이내믹 레인지(HDR, 최고 밝기는 1000, 4000, 10000 니트), 보조 채널(심도, 투명도 등), 가변 및 단편적인 프레임 레이트(0~120 Hz), 프레임레이트/해상도를 위한 스케일링이 가능한 비디오 부호화, SNR, 색대역 및 다이내믹 레인지의 구분, 스테레오/멀티뷰 부호화, 파노라마 방식의 포맷, 스틸 픽처 부호화를 지원하여야 한다. 인코딩 알고리즘의 품질(표준 범위에 속하지 않음)에 따라 HEVC보다 최대 10배의 인코딩 복잡도가 예측된다. 디코딩 복잡도는 HEVC보다 약 두 배는 될 것으로 예측된다.

## 역사
JVET는 표준화 작업이 공식으로 시작된 2017년 10월 최종 제안 요청(Call for Proposals)을 발행하였다.
다용도 비디오 부호화 표준의 최초 작업 초안은 2018년 4월 공개되었다.
IBC(International Broadcasting Convention) 2018에서 VVC 기반의 예비 구현체가 시연되었고 HEVC보다 비디오 압축 효율성이 40% 더 높다고 주장되었다.
최종 표준은 2020년 7월 승인될 것으로 예측된다.

## 같이 보기
- H.265 / MPEG-H 파트 2 / 고효율 비디오 부호화 / HEVC
- H.264 / MPEG-4 AVC
- H.262 / MPEG-2 파트 2 비디오
- AOMedia Video 1 (AV1)